# The Waldorf Hilton, Londres
The Waldorf Hilton, anciennement connu sous le nom de Waldorf Hotel, est un hôtel historique situé dans Aldwych, à Londres. Il fait partie de la chaîne Hilton Hotels & Resorts et son histoire remonte à 1908. L'hôtel est nommé d'après William Waldorf Astor, membre éminent de la famille Astor.

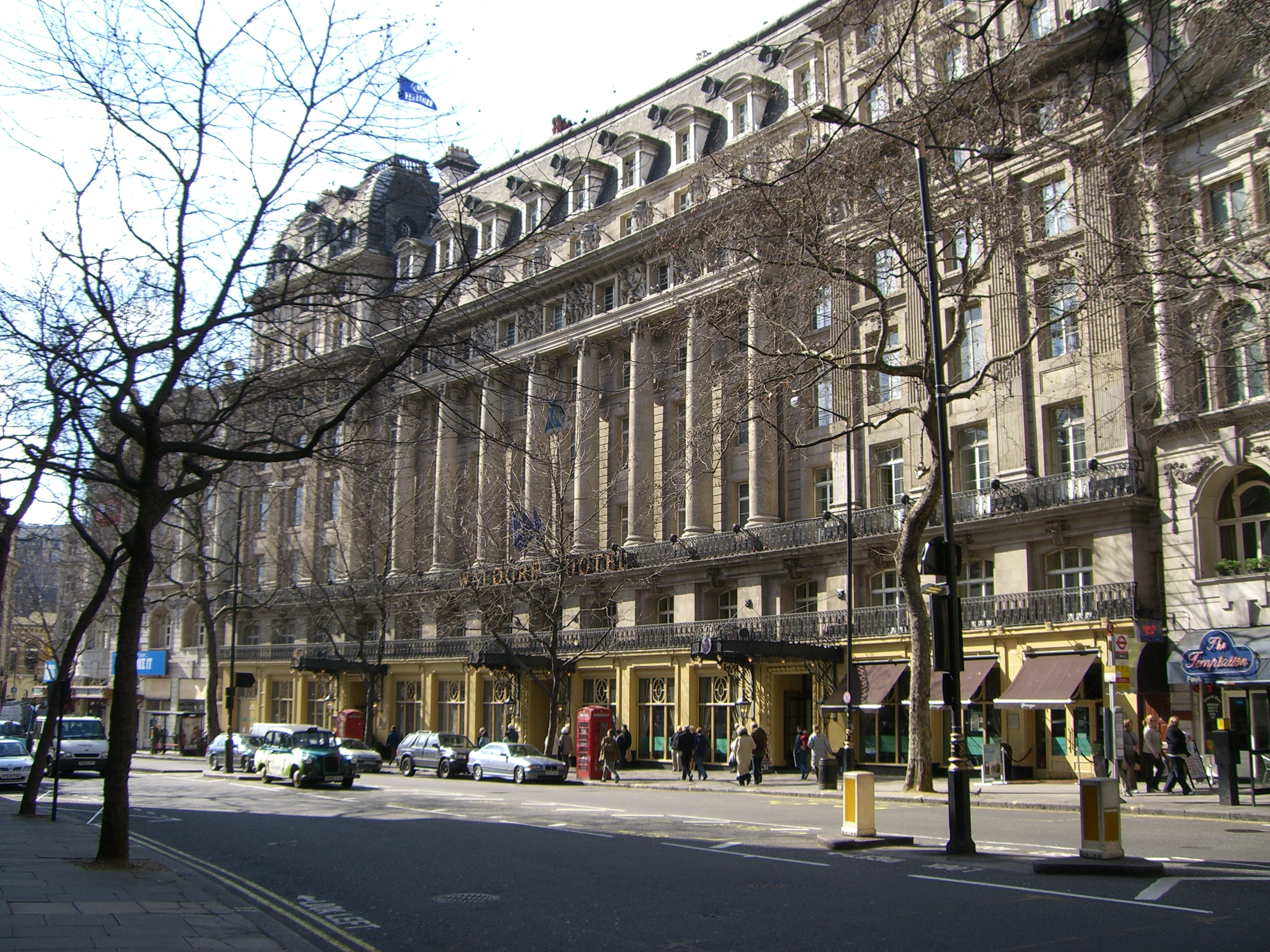
Vue de l'extérieur de l'hôtel en 2006

## Historique
Profitant de l'élargissement du Strand, en 1889 Edward Sanders et Thomas Wild acquièrent des biens immobiliers sur la nouvelle rue d'Aldwych pour y construire un établissement hôtelier qui sera conçu par l'architecte Alexander Marshall Mackenzie. Les entrepreneurs baptisent le bâtiment en l'honneur du millionnaire William Waldorf Astor, un des hommes les plus riches au monde à l'époque. Dès son ouverture, toutes les chambres de l'hôtel disposaient d'éclairage électrique et de téléphones.